# 仙台短編文学賞
仙台短編文学賞（せんだいたんぺんぶんがくしょう）は、日本の文学賞。
東日本大震災の被災地から新たな作家の発掘と育成を図ることを目的として創設された。「仙台短編文学賞」実行委員会（荒蝦夷、河北新報社、プレスアート）が主催している。集英社『小説すばる』編集部、東北学院大学、宮城県書店商業組合が協力している。仙台文学館（公益財団法人 仙台市市民文化事業団）、東北大学災害科学国際研究所が後援している。
仙台・宮城・東北と何らかの関連がある小説を募集する。ジャンルは問われない。日本語で書かれた未発表の作品に限られる。枚数規定は、400字詰め原稿用紙で25 - 35枚程度。大賞は、『河北新報』『大人のためのプレミアムマガジン Kappo』『小説すばる』に掲載され、副賞として金10万円が贈られる。河北新報賞は、『河北新報』に掲載され、副賞として宮城の産品などが贈られる。プレスアート賞は、『大人のためのプレミアムマガジン Kappo』に掲載され、副賞として宮城の産品などが贈られる。

## 受賞作
| 回（年）        | 応募数 | 賞                   | 受賞作                                       | 受賞者         | 選考委員       |
| --------------- | ------ | -------------------- | -------------------------------------------- | -------------- | -------------- |
| 第1回（2018年） | 576編  | 大賞                 | 奥州ゆきを抄                                 | 岸ノ里玉夫     | 佐伯一麦       |
| 第1回（2018年） | 576編  | 河北新報社賞         | あわいの花火                                 | 安堂玲         | 佐伯一麦       |
| 第1回（2018年） | 576編  | プレスアート賞       | ごく限られた場所に降った雪                   | 村上サカナ     | 佐伯一麦       |
| 第1回（2018年） | 576編  | 東北学院大学賞       | 賽と落葉                                     | 芽応マチ       | 佐伯一麦       |
| 第1回（2018年） | 576編  | 東北学院大学賞奨励賞 | 河童の涙                                     | 藤澤佳子       | 佐伯一麦       |
| 第2回（2019年） | 324編  | 大賞                 | ビショップの射線                             | 綾部卓悦       | 熊谷達也       |
| 第2回（2019年） | 324編  | 仙台市長賞           | 西日の里                                     | 髙橋叶         | 熊谷達也       |
| 第2回（2019年） | 324編  | 河北新報社賞         | 梅と糸瓜と、福寿草                           | 齋藤隆         | 熊谷達也       |
| 第2回（2019年） | 324編  | プレスアート賞       | 風音 (kazaoto) ―ピアノ五重奏曲第二番 イ長調― | やまやしげる   | 熊谷達也       |
| 第2回（2019年） | 324編  | 東北学院大学賞       | 長次郎の夢                                   | 田中エリザバス | 熊谷達也       |
| 第2回（2019年） | 324編  | 東北学院大学賞奨励賞 | 落日と鬼灯                                   | 水無月恒       | 熊谷達也       |
| 第3回（2020年） | 477編  | 大賞                 | 境界の円居                                   | 佐藤厚志       | 柳美里         |
| 第3回（2020年） | 477編  | 仙台市長賞           | 鵜の尾岬まで                                 | 高玉旭         | 柳美里         |
| 第3回（2020年） | 477編  | 河北新報社賞         | 波打ち際の灯り                               | 柿沼雅美       | 柳美里         |
| 第3回（2020年） | 477編  | プレスアート賞       | 妻を纏う                                     | 梶浦公平       | 柳美里         |
| 第3回（2020年） | 477編  | 東北学院大学賞       | 冷たい朝が来るまえに                         | 水津藤乃       | 柳美里         |
| 第4回（2021年） | 374編  | 大賞                 | 海、とても                                   | 森川樹         | いとうせいこう |
| 第4回（2021年） | 374編  | 仙台市長賞           | 蛍                                           | 本郷久美       | いとうせいこう |
| 第4回（2021年） | 374編  | 河北新報社賞         | 骨                                           | 時田日向       | いとうせいこう |
| 第4回（2021年） | 374編  | プレスアート賞       | 月にかける                                   | 東風谷香歩     | いとうせいこう |
| 第4回（2021年） | 374編  | 東北学院大学賞       | 雑踏を奏でる                                 | 茂木大地       | いとうせいこう |
| 第4回（2021年） | 374編  | 東北学院大学賞奨励賞 | 正解                                         | 川上新         | いとうせいこう |
| 第5回（2022年） | 264編  | 大賞                 | 道の奥には                                   | 大谷努         | 玄侑宗久       |
| 第5回（2022年） | 264編  | 仙台市長賞           | 金魚の帯                                     | なつせさちこ   | 玄侑宗久       |
| 第5回（2022年） | 264編  | 河北新報社賞         | あなたは                                     | 春名美咲       | 玄侑宗久       |
| 第5回（2022年） | 264編  | プレスアート賞       | 帰還する光たち                               | 洸村静樹       | 玄侑宗久       |
| 第5回（2022年） | 264編  | 東北学院大学賞       | 夜を失う                                     | 大久保蓮       | 玄侑宗久       |
| 第6回（2023年） | 218編  | 大賞                 | あらゆる透明な                               | 髙村峰生       | 和合亮一       |
| 第6回（2023年） | 218編  | 仙台市長賞           | 世界が終わる日                               | 大久保蓮       | 和合亮一       |
| 第6回（2023年） | 218編  | 河北新報社賞         | ホダニエレーガ                               | 片岡力         | 和合亮一       |
| 第6回（2023年） | 218編  | プレスアート賞       | 兄のアルバム                                 | 飯沢耕太郎     | 和合亮一       |
| 第6回（2023年） | 218編  | 東北学院大学賞       | 竹                                           | 二之部右京     | 和合亮一       |
| 第7回（2024年） | 382編  | 大賞                 | 川町                                         | 千葉雅代       | 伊坂幸太郎     |
| 第7回（2024年） | 382編  | 仙台市長賞           | ポリエステル伝導                             | 湯谷良平       | 伊坂幸太郎     |
| 第7回（2024年） | 382編  | 河北新報社賞         | 声の場所                                     | 郭 基煥        | 伊坂幸太郎     |
| 第7回（2024年） | 382編  | プレスアート賞       | S市の秘密                                    | 水戸洋子       | 伊坂幸太郎     |
| 第7回（2024年） | 382編  | 東北学院大学賞       | 擬態                                         | 浅井楓         | 伊坂幸太郎     |